# Belomitra paschalis
Belomitra paschalis is een slakkensoort uit de familie van de Belomitridae. De wetenschappelijke naam van de soort is voor het eerst geldig gepubliceerd in 1925 door Thiele.